# トマス・フェイン (第6代ウェストモーランド伯爵)
第6代ウェストモーランド伯爵トマス・フェイン（英語: Thomas Fane, 6th Earl of Westmorland PC、1683年10月3日 – 1736年7月4日）は、イギリスの貴族。1691年から1699年までトマス・フェイン閣下の儀礼称号を使用した。

## 生涯
第4代ウェストモーランド伯爵ヴィアー・フェインとレイチェル・ベンス（1653年11月13日 – 1711年2月6日、ジョン・ベンスの娘）の三男（長男ジョンは夭折）として、1683年10月3日に生まれた。1694年ごろから1697年までイートン・カレッジで教育を受けた。
1699年5月19日に兄ヴィアーが死去すると、ウェストモーランド伯爵位を継承、1704年11月6日に貴族院議員に就任した。
フェインは多くの公職、名誉職や宮廷職に就き、1704年4月25日より王配ジョージの寝室侍従を、1705年4月8日から1708年に王配ジョージが死去するまで五港副長官を、1715年6月よりジョージ1世の寝室侍従を、1716年12月から1719年5月まで北トレント巡回裁判官を、1717年4月16日より枢密顧問官を、1719年5月から1735年5月まで商務委員会第一卿を務めた。
1707年6月、キャサリン・ストリンガー（Catherine Stringer、1730年2月4日没、トマス・ストリンガーの娘、リチャード・ボーモントの未亡人）と結婚したが、子供はいなかった。1736年7月4日にメレワース城で死去、7月13日にアプソープで埋葬された。弟ジョンが爵位を継承した。